# مروه سوی
مروه سوی (انگلیسی: Merve Sevi؛ زادهٔ ۲۴ ژوئیهٔ ۱۹۸۷) بازیگر اهل ترکیه است. وی از سال ۲۰۰۴ میلادی تاکنون مشغول فعالیت بوده‌است.